# Isabella Preston
Isabella Preston est appelée la « reine de l’horticulture ornementale » . Elle est connue et respectée partout dans le monde en raison de ses travaux poussés d’amélioration des plantes ornementales. 
Au cours de ses 26 ans de carrière, elle a produit près de 200 nouveaux hybrides rustiques de lys, de lilas, de pommetiers, d’iris et de rosiers adaptés aux climats froids canadiens. À une époque où les femmes étaient plutôt rares en amélioration des plantes, elle a doucement renversé des préjugés sexistes et elle a ouvert la voie aux nouveaux programmes d’amélioration des plantes à la Ferme expérimentale centrale à Ottawa (Ontario), au Canada et ailleurs .

## Biographie
Isabella Preston est née le 4 septembre 1881 à Lancaster en Angleterre,. Elle a aidé son père à la ferme familiale et a suivi des cours dans un collège horticole pour femmes. En 1912, elle déménage au Canada, travaille à la récolte de fruits dans les environs de Guelph (Ontario) pendant plusieurs années, puis s’inscrit au Collège d’agriculture de l’Ontario (aujourd’hui l’université de Guelph) où elle étudie l’amélioration des plantes. Entre 1912 et 1920, Preston sélectionne divers légumes, fruits et plantes à fleurs, notamment des lys de jardin.
Elle acquiert une renommée internationale lors du lancement du lys « George C. Creelman » qui est primé. Elle devient la première femme hybrideur professionnel au Canada en 1916.

## Carrière
En 1920 (à l’âge de 40 ans), elle est relocalisée à Ottawa (Ontario) et travaille comme ouvrière à la Ferme expérimentale centrale (FEC). Son travail est remarqué par W.T. Macoun, horticulteur au gouvernement fédéral, et se voit offrir bientôt un poste comme spécialiste en horticulture ornementale. Elle est la première à se consacrer uniquement à l’amélioration des plantes ornementales.
Elle travaille à la sélection de lys, de lilas, de pommetiers, de pivoines et de rosiers. Elle a créé bon nombre des 125 différentes souches de la collection de lilas de la FEC. Ses hybrides de lilas et de pommetiers, ainsi que deux de ses rosiers, fleurissent encore aujourd’hui à la FEC tous les printemps.
Au nombre de ses réalisations, mentionnons : 
- Les lilas Preston - 52 variétés rustiques de floraison tardive[4], de nombreux lilas portent le nom de personnages shakespeariens[5]. La plupart de ceux-ci composent une partie de collection actuelle de lilas de la FEC. (Les variétés courantes de lilas en Europe fleurissent trop tôt sous le climat canadien, et les bourgeons et boutons floraux sont fréquemment détruits par des gels printaniers tardifs.) Quatre-vingts des cultivars à floraison tardive de Mme Preston sont enregistrés dans le Registre international des lys même s’il n’y a qu’environ la moitié d’entre eux qui ont été distribués à d’autres institutions ou pépinières[5]. Les cultivars « Audrey », « Elinor » et « Isabella » ont été primés par la société royale d’horticulture de Londres en Angleterre en 1939, 1951 et 1941, respectivement; le cultivar « Bellicent » a reçu un certificat de première classe en 1946[5].
- La série de lys Sténographe – nommés en l’honneur de sept sténographes qui travaillaient à la FEC à l’époque[4]. Ces lys ont des fleurs rouge ou orange foncé retroussées vers l’extérieur, caractéristique unique pour ce type de plante[4]. Cinq des lys de la série Sténographe ont gagné des prix des sociétés horticoles de Londres et de Boston, et ils ont été largement distribués sur le marché[4].
- Lys de la série Fighter Aircraft – une série de lys qui portent le nom d’avions alliés de la Seconde Guerre mondiale[5].
- Pommetiers de la série des Lacs canadiens (ou pommetiers décoratifs rosybloom) – une série de quinze pommetiers décoratifs rustiques à feuilles colorées qui portent le nom de lacs canadiens[4]. Certains des pommetiers plantés dès 1928 se trouvent encore à l’Arboretum et dans les jardins ornementaux de la Ferme expérimentale centrale à Ottawa.
- Iris de Sibérie -  des iris qui portent le nom de rivières canadiennes[5]
- Rosiers de Preston – une série d’au moins 20 variétés de rosiers rustiques, dont bon nombre portent le nom de tribus autochtones canadiennes (Agassiz, Algonquin, Antenor, Ardelia, Caribou, Carmenetta, Chippewa, Conestoga, Cree, Erie, Huron, Iroquois, Langford, Micmac, Millicent, Mohawk, Nascapee, Orinda, Patricia Macoun, Ojibway, Poliarchus, Regina, Rosania, Sylvander et Valeria)[1].

Même si les rosiers de Preston n’ont jamais été primés, ils ont servi de base aux travaux de Felicitas Svejda qui a travaillé à la FEC de 1956 à 1986 et est devenue l’experte des rosiers au Canada.
Isabella Preston a écrit de nombreux articles sur divers sujets horticoles et en 1929 elle a publié Garden Lilies, le premier livre sur la culture des lys au Canada. À sa mort en 1965, 139 de ses livres sur le jardinage et les plantes ont été légués à la bibliothèque des jardins botaniques royaux à Hamilton (Ontario).

## Décorations et titres honorifiques
Une nouvelle espèce de lilas a été nommée en son honneur « Syringa prestoniae ». Elle est issue d’un croisement d’espèces sauvages de Chine et a ainsi fait connaître les lilas canadiens. En 2005, la Ferme expérimentale centrale à Ottawa a créé la « Collection patrimoniale de lilas de Preston ».
En février 2007, Postes Canada a lancé deux nouveaux timbres illustrant une variété de lilas créée par Mme Preston.
Elle a été coorganisatrice de la North American Lily Society. La société a ultérieurement créé le trophée Isabella Preston en reconnaissance de son travail .
Elle a reçu des prix de nombreuses sociétés horticoles canadiennes et internationales et est membre à vie de la Massachusetts Horticultural Society et de la Canadian Iris Society. Parmi les prix qu'elle a reçus, mentionnons les plus fameux : la médaille commémorative Veitch (Royal Horticultural Society de Londres, 1939), la médaille Jackson Dawson (Société d'horticulture du Massachusetts (en), 1946), la Lytell cup (Comité sur les lys de la Royal Horticultural Society, 1950) et le prix commémoratif EH Wilson (North American Lily Society, 1961).